# 田村保
田村 保（たむら たもつ、1931年2月8日 - ）は、福井県福井市の俳優。本名は田村 正義。

## 人物
京都府立東舞鶴高等学校卒業。東京映画俳優協会研究所出身。松竹、劇団三期会を経て、1966年9月、劇団青年座に入団。
1950年代から1970年代にかけ、映画・テレビドラマに端役として出演。

## 出演作品

### テレビドラマ

#### NHK
- 私だけが知っている 第66話「けがれた雪」（1959年）
- 事件記者 第115話「手錠 前編」（1961年）
- 創作劇場 / 青いひとみの晴れた空（1961年）
- テレビ劇場 / 毛虫と蝶（1961年）
- 文芸劇場 / 我が家の亡霊（1962年）
- 浪曲ドラマ / 狐の呉れた赤ん坊（1962年）
- 黒の組曲 第32集「真贋の森 前編・後編」（1962年）
- NHK劇場 / 恋すれば物語（1964年）
- 風雪 / 道は六百八十里（1965年）
- 大河ドラマ / 竜馬がゆく 第18話（1968年） - 溝淵広之丞
- 天下御免（1971年）
- 風神の門 第20話「甲賀決死隊」（1980年）

#### NTV（日本テレビ）
- ダイヤル110番
  - 第56話「爪あと」（1958年）
  - 第290話「待ち呆けの女」（1963年）
- 剣（1965年）
  - 第1話「天下一の剣豪」 - 兵法者
  - 第16話「居合必殺」 - 小林半兵衛
- 五人の野武士 第6話「地獄谷の美女」（1968年）
- 火曜日の女シリーズ / マッチ箱の家 第2話（1972年）

#### KR→TBS
- グリーン劇場 / 私にも言わせて欲しい（1960年）
- おかあさん 第2シリーズ 第125話「ママの作戦」（1962年）
- 七人の刑事 第1シーズン 第71話「ひとりもん」（1963年）
- 東芝日曜劇場 / 勝てば官軍（1963年）
- 国際事件記者 第10話「最前線」（1965年）
- てっぺん野郎（1965年）
- 渥美清の泣いてたまるか 第1話「ラッパの善さん」（1966年）
- レモンのような女 第5話「夏の香り」（1967年）
- 風 第32話「今千姫」（1968年）
- タケダアワー
  - ウルトラセブン 第42話「ノンマルトの使者」（1968年） - 海上基地係員 ※ノンクレジット[3]
  - 怪奇大作戦 第1話「壁ぬけ男」（1968年） - 刑事
  - シルバー仮面 第1話「ふるさとは地球」（1971年） - 宇宙人（チグリス星人・人間態）
- 木下恵介・人間の歌シリーズ / 俄-浪華遊侠伝- 第3話（1970年） - 博徒
- ありがとう
  - 第1シリーズ 第24、25、27話（1970年） - 石田
  - 第2シリーズ 第18話（1972年）
- 千葉周作 剣道まっしぐら 第22話「かご乗る人かつぐ人」（1971年）- 助八

#### CX（フジテレビ）
- 夫の居ぬ間 第5話「バスは断崖の上を」（1962年）
- 忍者部隊月光（1964年）
  - 第13、14話「電撃はやぶさ作戦 - 前・後篇」 - ジョー
  - 第52、53話「Mショット作戦 - 前・後篇」 - 囚人二〇五号
- 甲州遊侠伝 俺はども安 第1話（1965年）
- 三匹の侍（1967年）
  - 第4シリーズ 第18話「処刑」
  - 第5シリーズ 第13話「不毛の掟」
- 銭形平次 (大川橋蔵) 第34話「美しき標的」（1966年） - 猪之助
- 徳川おんな絵巻 第51話「鬼門櫓の怪」（1971年） - 金剛貞清

#### NET（テレビ朝日）
- ドキュメンタリードラマ 指名手配 第104話「暴力の果て」（1961年）
- GASグランド劇場 / ガード下（1962年）
- 判決 第17話「許せない私」（1963年）
- 特別機動捜査隊
  - 第154、155話「東京0米地帯・前・後編」（1964年）
  - 第566話「俺には親がいねえんだ!」（1972年） - 中沢
- 徳川家康（1965年） - 榊原康政
- 帰って来た用心棒 第35話「密会」（1969年）
- 大忠臣蔵 第36話「若き義士の母二人」（1971年） - 三吉
- 遠山の金さん捕物帳 第107話「かんざしに泣いた女」（1972年） - 権太
- 変身忍者 嵐 第37話「バラバラ妖怪! 死の船がよぶ!!」（1972年） - 常吉
- 荒野の素浪人 第2シリーズ 第2話「魔剣の宿」（1974年）

#### 東京12チャンネル（テレビ東京）
- 日本怪談劇場 第6話「四谷怪談 稲妻の巻」、第7話「四谷怪談 水草の巻」（1970年） - 石蔵
- 大江戸捜査網 第2シリーズ 第11話「過去を捨てた謎の女」（1972年）
- 紫頭巾事件帖 第16話「地獄の祭礼」（1972年）

### 映画
- ひろしま（1953年、北星映画）
- 姉妹（1955年、独立映画） - 石田三成
- あこがれ（1955年、松竹） - 疋由健三郎
- 魔の季節 春のみづうみ（1956年、松竹） - 三平
- 女の足あと（1956年、松竹） - 南
- 白い魔魚（1956年、松竹） - 夏村（学生）
- 楽天夫人（1956年、松竹） - 太一
- 青い夜霧の港町（1956年、松竹） - 山本
- 太陽とバラ（1956年、松竹） - 山中次郎
- 雲の墓標より 空ゆかば（1957年、松竹） - 堀之内
- 体の中を風が吹く（1957年、松竹） - 座談会の男
- 喜びも悲しみも幾歳月（1957年、松竹） - 木島
- 黒い河（1957年、松竹） - ジョーの乾分
- 集金旅行（1957年、松竹） - たたき売り
- がっちり若旦那（1958年、松竹） - 松下浩助
- その手にのるな（1958年、松竹） - 小柳雄次郎
- “噴水”より 抵抗する年令（1958年、松竹） - 大島（不良学生）
- 恐怖の対決（1958年、松竹） - ブタ（囚人）
- 顔役（1958年、松竹） - 戸川（一夫の友人）
- 野を駈ける少女（1958年、松竹） - 俊男
- 赤ちゃん颱風（1958年、松竹） - 相良梅吉
- 帰って来た縁談（1958年、松竹） - 三郎
- 決闘街（1959年、松竹） - 千里（坊原興業）
- 朝を呼ぶ口笛（1959年、松竹） - 岩崎
- 月見草（1959年、松竹） - 岩佐仙治
- 素晴らしき十九才（1959年、松竹） - 大沢
- よさこい時雨（1959年、松竹） - 銀次
- お夏捕物帖 月夜に消えた女（1959年、松竹） - 与作（下男）
- 人間の條件（1959年、松竹） - 石井一等兵（衛生兵長）
  - 第三部 望郷篇
  - 第四部 戦雲篇
- 大願成就（1959年、松竹） - 岩戸
- わが古城の町（1959年、松竹） - 安井
- 恋人（1960年、松竹） - 記者
- 命との対決（1960年、松竹） - ポン引フクスケ
- 柳生旅日記 竜虎活殺剣（1960年、松竹） - 五郎次
- 新・二等兵物語 敵中横断の巻（1960年、松竹） - 皆川
- 黒潮秘聞 地獄の百万両（1960年、松竹） - 辰次（船頭）
- いろはにほへと（1960年、松竹） - 皆川
- 青春残酷物語（1960年、松竹） - フォードの男
- しかも彼等は行く（1960年、松竹） - 中村竹蔵
- 日本よいとこ 無鉄砲旅行（1960年、松竹） - 米子の警官
- 波の塔（1960年、松竹） - 目の鋭い男
- 太陽が目にしみる（1960年、松竹） - 少年係の刑事
- 浮気のすすめ 女の裏窓（1960年、松竹） - 平さん
- 兵六大臣行状記 漁色のこよみ（1961年、松竹） - 村山巡査
- 快人黄色い手袋（1961年、松竹） - 黒手袋の殺し屋
- 口笛を吹く無宿者（1961年、東映京都撮影所） - ベロキ
- 秋津温泉（1962年、松竹）
- 乳房を抱く娘たち（1962年、大映） - 大島
- 歌う暴れん坊（1962年、日活） - 南
- パラキンと九ちゃん 申し訳ない野郎たち（1963年、松竹） - 記者
- 彼女に向って突進せよ（1963年、松竹） - 浅井
- 天国と地獄（1963年、東宝） - 麻薬患者 ※ノンクレジット
- 舞妓と暗殺者（1963年、大映京都撮影所） - 谷田左門
- 若様やくざ 江戸っ子天狗（1963年、東映京都撮影所） - 柳吉
- めくら狼（1963年、東映京都撮影所） - 阿呆徳
- 我が青春（1965年、松竹） - 借金取り
- 喜劇 大親分（1965年、松竹） - 五郎
- 男の紋章 竜虎無情（1966年、日活） - 井上
- ザ・ガードマン 東京忍者部隊（1966年、大映東京撮影所） - 西山弘
- 日本仁侠伝 花の渡世人（1966年、日活） - 刺客
- ボスは俺の拳銃で（1966年、東映東京撮影所） - 当間
- 日没前に愛して（1967年、松竹） - 佐賀
- 前科 仮釈放（1969年、日活） - 伊東守夫
- 荒い海（1969年、日活） - 米田甲板員
- 沖縄（1970年） - 軍労働者
- 修羅（1971年、ATG） - 弥助
- 無宿人御子神の丈吉 黄昏に閃光が飛んだ（1973年、東宝） - 非人